# Theridion niveum
Theridion niveum är en spindelart som beskrevs av Octavius Pickard-Cambridge 1898.
Theridion niveum ingår i släktet Theridion och familjen klotspindlar. Inga underarter finns listade i Catalogue of Life.